# Lestiou
Lestiou település Franciaországban, Loir-et-Cher megyében. Lakosainak száma 288 fő (2022. január 1.). Lestiou Tavers, Avaray, Josnes, Séris és Saint-Laurent-Nouan községekkel határos.

## Népesség
A település népességének változása:
| Lakosok száma | 144  | 173  | 193  | 248  | 276  | 279  | 290  | 288  | 282  | 288  |
|               | 1968 | 1982 | 1990 | 2006 | 2013 | 2015 | 2017 | 2019 | 2020 | 2022 |